# Número extravagante
Um número extravagante é um número natural que tem menos dígitos que o número de dígitos em sua fatorização de primos (incluindo expoentes). Por exemplo, na aritmética de base 10 4 = 2², 6 = 2×3, 8 = 2³ e 9 = 3² são números extravagantes.
Números extravagantes podem ser definidos em qualquer base. Existem infinitos números extravagantes, independentemente de qual a base considerada.